# 3587 Декарт
3587 Декарт (3587 Descartes) — астероїд головного поясу, відкритий 8 вересня 1981 року.
Тіссеранів параметр щодо Юпітера — 3,352.